# Max Karl Schwarz
Max Karl Schwarz (* 7. November 1895 in Mannheim; † 4. Oktober 1963 in Ottersberg) war ein deutscher Gärtner, Garten- und Landschaftsarchitekt.

## Leben
Schwarz erlernte den Beruf des Gärtners und wurde Gartenbau-Ingenieur. Im Ersten Weltkrieg war er Soldat und baute gegen Kriegsende einen Versorgungsgartenbau in Schlesien auf. Anschließend gehörte er einem Freikorps an und nahm im Mai 1921 an den Kämpfen in Sankt Annaberg in Oberschlesien teil. 1920 gründete zusammen mit Leberecht Migge die Gartenbau- und Siedlungsschule Worpswede; Schwarz wird zu den Pionieren des biologisch-dynamischen Anbaus gerechnet. 1921 brannte der Betrieb ab, woraufhin Schwarz – nun zusammen mit Hermann Krüger – die Flächen des Barkenhoffs, der Heinrich Vogeler gehört hatte, pachtete und einen neuen Betrieb unter dem Namen Birkenhof eröffnete.
1933 wurde das Gut in „Föhrenhof“ umbenannt. 1940 trat Schwarz in die NSDAP ein. Ende der 1940er Jahre schlug er das Konzept des Gärtnerhofs vor.
Nach 1945 konnte Schwarz seine Tätigkeit als Landschaftsgärtner fortsetzen, 1954 gestaltete er den Landschaftspark um das Goetheanum in Dornach neu.

## Schriften
- Biologisch-dynamische Wirtschaftsweise unter Berücksichtigung ihres Wertes für den Gartengedanken. In: Die Gartenkunst, Bd. 43, 1930, Heft 10, S. 167–170 (Digitalisat).
- Ein Weg zum praktischen Siedeln. Pflugschar-Verlag, Düsseldorf 1933.
- Der Bauerngarten die zweckmässige Einteilung, Anlage und Bepflanzung. Trowitzsch, Frankfurt a. O. 1937.
- Zur landschaftlichen Ausgestaltung der Straßen in Norddeutschland: Ergebnisse fünfjähriger Beobachtungen. Volk und Reich Verlag, Berlin 1940 (= Die Strasse. Schriftenreihe der Straße; 20) (= Die Strasse. Jahresreihe der Straße; 1940,1b).
- mit Arvid Gutschow: Der Gärtnerhof. 2 Bde. Sachse, Hamburg 1947.
  - Bd. 1: Ein Siedlungsziel für tüchtige Landleute und Bauern (= Schriftenreihe Neuaufbau vom Boden her; 1).
  - Bd. 2: Eine Betriebsform eigener Art im Gefüge der Landwirtschaft (= Schriftenreihe Neuaufbau vom Boden her; 2).
- Der Heckenbau. Worpswede 1951.